# Uromastyx alfredschmidti
Uromastyx alfredschmidti är en ödleart som beskrevs av  Thomas Wilms och BÖHME 200. Uromastyx alfredschmidti ingår i släktet dabbagamer, och familjen agamer. IUCN kategoriserar arten globalt som nära hotad. Inga underarter finns listade i Catalogue of Life.